# Kingsman: The Secret Service
Kingsman: The Secret Service (bra: Kingsman - Serviço Secreto; prt: Kingsman: Serviços Secretos) é um filme de comédia e espionagem, dirigido e coproduzido por Matthew Vaughn.
O roteiro de Kingsman: The Secret Service, escrito por Vaughn e Jane Goldman, é baseado na série de quadrinhos de Dave Gibbons e Mark Millar, Kingsman. O filme acompanha o recrutamento e treinamento de Gary “Eggsy” Unwin (interpretado por Taron Egerton) em uma organização secreta de espionagem.  
Kingsman: The Secret Service estreou no Festival Butt-Numb-A-Thon em 13 de dezembro de 2014, em Londres em 14 de janeiro de 2015, e nos Estados Unidos em 13 de fevereiro. O filme recebeu críticas positivas, sendo especialmente elogiado pelas sequências de ação estilizadas, pelas atuações, pelo vilão, pela trilha sonora e pelo humor negro. No entanto, algumas cenas de violência e conteúdo sexual foram criticadas por serem excessivas. O filme arrecadou mais de US$ 414 milhões mundialmente, tornando-se o maior sucesso comercial de Vaughn até o momento.
Uma sequência, intitulada Kingsman: The Golden Circle, foi lançada em setembro de 2017, com Vaughn e o elenco principal retornando.

## Enredo
Durante uma missão no Oriente Médio em 1997, um agente secreto em estágio se sacrifica para salvar sua equipe. Sentindo-se culpado, Harry Hart, codinome “Galahad”, entrega uma medalha de valor à viúva do agente, Michelle Unwin, e seu filho, Gary “Eggsy”, com a instrução de ligarem se algum dia precisarem de ajuda e informando que a data da morte do agente está gravada no verso da medalha.
Dezessete anos depois, o professor James Arnold é sequestrado pelo multimilionário filantropo Richmond Valentine. Um dos agentes de Hart, Lancelot, tenta um resgate sozinho, mas é morto por Gazelle, uma mulher com pernas protéticas afiadas como lâminas. Valentine secretamente encontra-se com várias figuras poderosas, algumas das quais desaparecem. Ele também anuncia um lote de cartões SIM que garantem acesso gratuito à internet para todos.
Em Londres, Eggsy é agora um jovem adulto desempregado, vivendo com sua mãe, sua meia-irmã e um padrasto abusivo, Dean. Apesar de ser inteligente e capaz, ele abandonou o treinamento nos Royal Marinese e vive sem propósito. Após ser detido por roubar um carro, Eggsy liga para o número da medalha. Hart o liberta e conta a ele sobre seu pai, que também foi um agente da Kingsman, uma “agência de inteligência internacional independente” fundada em 1919 por britânicos ricos que perderam seus herdeiros na Primeira Guerra Mundial.
Com a morte de Lancelot, há uma vaga na agência. Hart escolhe Eggsy como candidato, e ele se junta a outros recrutados, incluindo Roxy, com quem faz amizade. O treinamento, supervisionado por Merlin, um Kingsman sênior, é extremamente rigoroso. No final, apenas Eggsy e Roxy passam, mas Eggsy falha no teste final e Roxy se torna o novo Lancelot. Durante esse tempo, Merlin descobre que Arnold não está mais desaparecido. Hart tenta extrair informações dele, mas um chip implantado na cabeça de Arnold explode, matando-o. Hart é ferido ao escapar de um ataque de desconhecidos. A origem do sinal que causou a explosão é rastreada até a corporação de Valentine.
Hart se infiltra como um bilionário e janta com Valentine, tentando descobrir seus planos. Durante o jantar, Valentine revela que sabia da verdadeira identidade de Hart e poupa-lhe tempo para saber mais sobre a Kingsman. Hart acompanha Valentine até uma igreja em Kentucky, onde ele percebe tarde demais que caiu em uma armadilha. Valentine usa seus cartões SIM para transmitir um sinal que incita violência em todos na igreja. Uma luta sangrenta e cômica explode, e Hart mata todos na igreja, tornando-se o único sobrevivente. Eggsy, Merlin e Chester King (codinome “Arthur”), líder da Kingsman, assistem via vídeo separadamente. Depois disso, Valentine mata Hart, explicando seu propósito.
Eggsy descobre que Arthur tem uma cicatriz atrás da orelha, assim como os outros aliados de Valentine. Arthur tenta envenenar Eggsy com conhaque, mas Eggsy troca os copos. Arthur explica os planos de Valentine: ele acredita que a humanidade é como um vírus e que o aquecimento global é uma febre da Terra. Valentine pretende usar seu sinal neurológico para exterminar a maior parte da população mundial e salvar o planeta. Apenas seus aliados, com microchips protetores, e os VIPs que sequestrou, serão poupados. Arthur morre ao beber o veneno.
Sem saber em quem confiar, Merlin decide que ele, Eggsy e Roxy devem deter Valentine sozinhos. Roxy destrói um satélite de Valentine com um balão de alta altitude na estratosfera, mas Valentine ativa seu sinal, causando violência global. Eggsy e Merlin infiltram-se no complexo de Valentine na Argentina. Eggsy é reconhecido e enfrenta os capangas de Valentine. Com a ajuda de Merlin, que faz os implantes dos capangas explodirem, todos morrem, exceto Valentine e Gazelle, que não têm os chips. Eggsy derrota Gazelle em uma luta intensa e, em seguida, mata Valentine com a lâmina afiada de sua prótese.
Na cena pós-créditos, Eggsy, agora um agente da Kingsman, oferece à sua mãe um novo lar, longe de Dean, e resolve a situação com o padrasto da mesma forma que Hart fez com os capangas de Dean anteriormente.

## Elenco
- Taron Egerton como Gary "Eggsy" Unwin / Galahad[7]
- Colin Firth como Harry Hart / Galahad[7]
- Mark Strong como Merlin[7]
- Sophie Cookson como Roxanne "Roxy" Morton / Lancelot
- Sofia Boutella como Gazelle
- Edward Holcroft como Charlie Hesketh
- Samantha Womack como Michelle Unwin
- Geoff Bell como Dean
- Mark Hamill como Professor James Arnold
- Samuel L. Jackson como Richmond Valentine[7]
- Michael Caine como Arthur / Chester King[7]
- Hanna Alstrom como a Princesa Tilde da Suécia

Alex Nikolov, Jack Davenport e Jonno Davies interpretam, respectivamente, o jovem Eggsy, Lancelot e Lee Unwin / Galahad, pai de Eggsy

## Produção
O projeto surgiu quando Mark Millar e Vaughn estavam em um bar discutindo filmes de espionagem, lamentando que o gênero tivesse se tornado sério demais ao longo dos anos e decidido fazer um "divertido". Para ter tempo para fazer o filme, Vaughn teve que optar por não dirigir X-Men: Days of Future Past, que ele chamou de "uma decisão realmente difícil". Ele argumentou que se ele não fizesse isso, "alguém mais ... acordaria e faria um filme de espionagem divertido. Então eu teria escrito um roteiro sangrento que ninguém gostaria de fazer". Colin Firth se juntou ao elenco para liderar o filme em 29 de abril de 2013. Foi inicialmente relatado em 2013 que Leonardo DiCaprio estava em negociações para interpretar um vilão, embora o próprio Vaughn tenha negado que ele foi considerado afirmando que chegou perto de interpretar o papel. Em vez disso, o papel do vilão foi para Samuel L. Jackson, Jackson assumiu o papel, em parte por causa de um longo sonho de carreira de estar em um filme de James Bond. Como ele achava que era improvável que isso se tornasse realidade, ele assumiu o papel dizendo "Eu senti que esta era uma oportunidade de interpretar um grande vilão de Bond." O personagem de Jackson tem um lisp notável, que foi parcialmente inspirado pela gagueira que ele teve durante a infância. Em setembro de 2013, Vaughn contratou Sophie Cookson para um papel feminino, preferindo uma recém-chegada a candidatos mais óbvios como Emma Watson e Bella Heathcote. Mark Hamill foi escalado como Professor James Arnold, uma referência ao seu personagem na revista em quadrinhos de origem que recebeu o nome de "Mark Hamill".

### Filmagens
As filmagens começaram em 6 de outubro de 2013 em Deepcut, Surrey, com um orçamento estimado em um terço do orçamento de US$ 200 milhões de Skyfall. O Alexandra Road Estate em Camden foi usado para a área de casa de Eggsy, e algumas cenas foram filmadas no Imperial College London. O Black Prince Pub em Kennington, no sul de Londres, foi usado em várias cenas de luta e na perseguição de carros. A Savile Row em Mayfair também foi empregada como local de filmagens.

### Música
Em maio de 2014, foi relatado que Henry Jackman e Matthew Margeson estariam compondo a música para o filme, enquanto em julho foi anunciado que Gary Barlow estaria escrevendo a música para o filme. Além disso, uma música do Take That no sétimo álbum de estúdio, III, "Get Ready for It", tocou durante os créditos finais.

## Recepção

### Bilheteria
Em seu final de semana de estreia nos Estados Unidos, Kingsman conseguiu um montante de US$ 36,2 milhões e arrecadou US$ 414,4 milhões internacionalmente.

### Crítica
O site de agregadores de revisão Rotten Tomatoes analisou 234 críticos e julgou 74% dos comentários como positivos, com uma classificação média de 6,8 / 10, chamando o filme de "Elegante, subversivo e acima de tudo divertido". No Metacritic, o filme tem uma pontuação média ponderada de 60 em 100, com base em 50 críticos, indicando "revisões mistas ou médias". O Movie Review Query Engine (MRQE) classifica o filme em 63 de 100, baseado em 108 críticas de crítica de cinema. De acordo com o CinemaScore, o público deu ao filme uma nota "B +" na escala A + a F.
Peter Travers, da Rolling Stone, disse sobre o filme: "Este filme de ação sobre agentes secretos britânicos é delirantemente abalado, não agitado ... Mesmo quando ele deixa de fazer sentido, o Kingsman é uma diversão imparável". Jordan Hoffman, escrevendo para o The Guardian, disse sobre o filme: "O espírito de 007 está em todo o filme, mas o roteiro de Vaughn ... tem licença para zombar ... ninguém envolvido na produção pode acreditar eles estão fugindo de fazer um tal Bond." Comparando o filme com o de Christopher Nolan, Hoffman disse: "Apesar da presença do avô Michael Caine, o tom de Kingsman é o mais distante possível do filme de super-herói de Christopher Nolan. A verossimilhança é frequentemente trocada por uma risada rica". Peter Bradshaw, escrevendo para o The Guardian, chamou o filme de "uma paródia de espião sorridente, estranhamente sem charme e datado de formas não intencionais", comentando que "é um filme sempre exigindo ser parabenizado pelo quão "elegante" ele é." O jornalista brasileiro Regis Tadeu, em sua crítica para o canal no YouTube, chamou o filme de "divertido".

## Sequência
Mark Millar e Matthew Vaughn afirmaram que uma sequência seria cogitada caso o filme tivesse um bom desempenho nas bilheterias. Vaughn manifestou interesse em dirigir a continuação.
Devido ao sucesso de bilheteria e crítica, a 20th Century Fox confirmou o lançamento da sequência, intitulada Kingsman: The Golden Circle, para 16 de junho de 2017.

## Prêmios e Indicações

### Prêmios
Empire Awards
- Melhor Filme Britânico: 2015
- Melhor Ator Novo: Taron Egerton - 2015

### Indicações
Empire Awards
- Melhor Thriller: 2015
- Melhor Atriz Nova: Sophie Cookson - 2015